# دوري جزر فارو الممتاز 1946
دوري جزر فارو الممتاز 1946 هو موسم من دوري جزر فارو الممتاز. فاز فيه بي36 توشهافن.